# Zespół Bouvereta
Zespół Bouvereta (ang. Bouveret syndrome lub Bouveret's syndrome) – rzadko występująca niedrożność przewodu pokarmowego na wysokości odźwiernika żołądka spowodowana kamieniem żółciowym zamykającym opuszkę dwunastnicy. 

## Historia
Pierwsze dwa przypadki zostały podane w opisie sekcji przez francuskiego chirurga Amédée Bonneta w 1841. Zespół został opisany po raz pierwszy przez Léona Bouvereta w 1896.

## Etiologia
Zespół Bouvereta jest to niedrożność jelit na wysokości odźwiernika żołądka spowodowana przejściem kamienia żółciowego z pęcherzyka żółciowego do dwunastnicy przez przetokę pęcherzykowo-dwunastniczną (54–76%) lub przewodowo-dwunastniczą. Większość kamieni opuszcza przewód pokarmowy drogą naturalną, dopiero kamienie o rozmiarze powyżej 2-2,5 cm mogą powodować niedrożność jelita. 

## Epidemiologia
Niedrożność przewodu pokarmowego spowodowana kamieniem żółciowym stanowi 1–4% wszystkich przypadków niedrożności jelit, natomiast zespół Bouvereta jest przyczyną 1–3% przypadków niedrożności przewodu pokarmowego spowodowanych kamieniem żółciowym. U pacjentów powyżej 65. r.ż. niedrożność przewodu pokarmowego spowodowana kamieniem żółciowym stanowi 23–25% przypadków niedrożności jelit. Niedrożność przewodu pokarmowego spowodowana kamieniem żółciowym jest powikłaniem występującym w 0,3–4% przypadków kamicy żółciowej. Do 1995 zostało opisanych około 250 przypadków. Wśród opisanych pacjentów 85% było powyżej 60. roku życia, 70% było płci żeńskiej i 50% miało w wywiadzie objawową kamicę żółciową. 

## Obraz kliniczny
Objawy, zwłaszcza w początkowej fazie, mogą być podobne do napadu kolki żółciowej. Podstawowymi objawami są nudności, wymioty, ból brzucha, krwiste wymioty, chudnięcie i anoreksja. W badaniu fizykalnym uwagę zwracają objawy otrzewnowe, objawy odwodnienia oraz wzdęcie brzucha.

## Badania dodatkowe
Podstawą rozpoznania jest panendoskopia, a w dalszym rzędzie diagnostyka obrazowa:
- przeglądowe zdjęcie rentgenowskie jamy brzusznej
- badanie kontrastowe górnego odcinka przewodu pokarmowego
- ultrasonografia
- tomografia komputerowa
- cholangiopankreatografia metodą rezonansu magnetycznego[10]

## Obraz radiologiczny

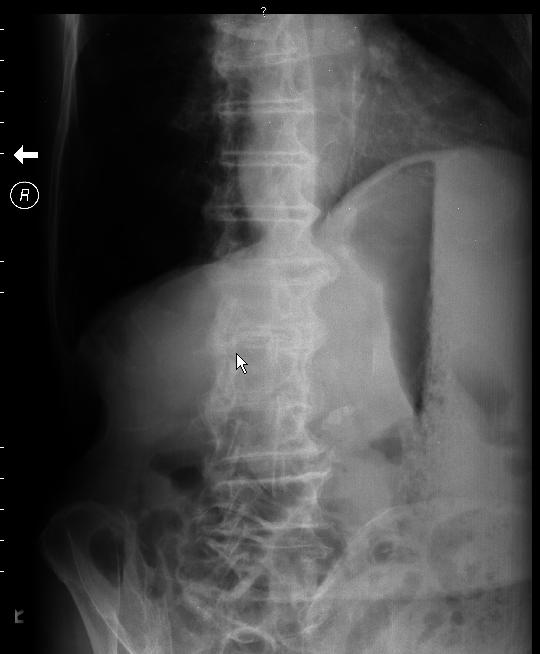
Przeglądowe zdjęcie z jamy brzusznej u pacjenta z zespołem Bouvereta z zaznaczonym rozdęciem żołądka oraz wapiennym cieniem w świetle dwunastnicy

Objawy radiologiczne w zespole Bouvereta charakteryzuje triada Riglera:
- objawy niedrożności jelita cienkiego
- pneumobilia
- kamień żółciowy położony poza pęcherzykiem żółciowym na przeglądowym zdjęciu rentgenowskim jamy brzusznej

Obecność 2 z 3 objawów spotyka się w 40–50% przypadków niedrożności żółciowej, natomiast obecność wszystkich 3 objawów pozwala na rozpoznanie niedrożności przewodu pokarmowego spowodowanej kamieniem żółciowym. 

## Leczenie
W pierwszym rzędzie należy podjąć próbę usunięcia kamienia przy użyciu metod endoskopowych. Opisany został zabieg z pofragmentowaniem kamienia niemożliwego do usunięcia przez przełyk przy użyciu lasera holmowego na YAG-u (Ho:YAG), lasera neodymowego na YAG-u (Nd:YAG), litotrypsji lub endoskopowej litotrypsji mechanicznej. 
Leczenie chirurgiczne, które jest konieczne w ponad 90% przypadków, obciążone jest śmiertelnością 19–24%. Zabieg kompleksowy, w którego skład wchodzą wydobycie kamienia, cholecystektomia i zamknięcie przetoki, zabezpiecza pacjenta przed nawrotem niedrożności, zapaleniem dróg żółciowych oraz rakiem pęcherzyka żółciowego, jednakże zwiększa śmiertelność wokółoperacyjną i ryzyko pojawienia się nieszczelności w miejscu usunięcia przetoki. Zabieg dwuetapowy (w pierwszym etapie usunięcie niedrożności i w drugim etapie zamknięcie przetoki) jest obciążony mniejszym ryzykiem. Ponieważ 50% przetok zamyka się samoistnie, a ryzyko ponownej niedrożności szacowane jest na 2–5%, powinien być on wykonywany u osób z istotnymi schorzeniami współistniejącymi.